# Arroyo Fraile Muerto
El arroyo Fraile Muerto es un arroyo uruguayo que discurre en sentido sudeste-noroeste en el departamento de Cerro Largo, ubicada en el noreste del país.
Este arroyo es el afluente más importante del río Negro en dicho departamento, destacado por sus aguas salobres.[cita requerida]
Nace en los ramales más septentrionales de la Cuchilla Grande, en el límite entre los departamentos de Cerro Largo y Treinta y Tres, muy próximo a la fuente de otro arroyo el Yerbalito, tras recorrer cerca de 100 kilómetros y recibir las aguas de varios afluentes desemboca en el río Negro.